# Bulto redondo
Bulto redondo es una de las formas de escultura, propia de la estatuaria o escultura exenta, donde se representa la tercera dimensión en verdadera proporción, a veces a tamaño natural, es decir, todas las figuras relacionadas con la tercera dimensión. A diferencia de lo que se realiza en el relieve de medio bulto (bidimensional) , que lo hace con una ligera reducción; mientras que en el altorrelieve —y sobre todo en el bajorrelieve— la reducción es mayor.

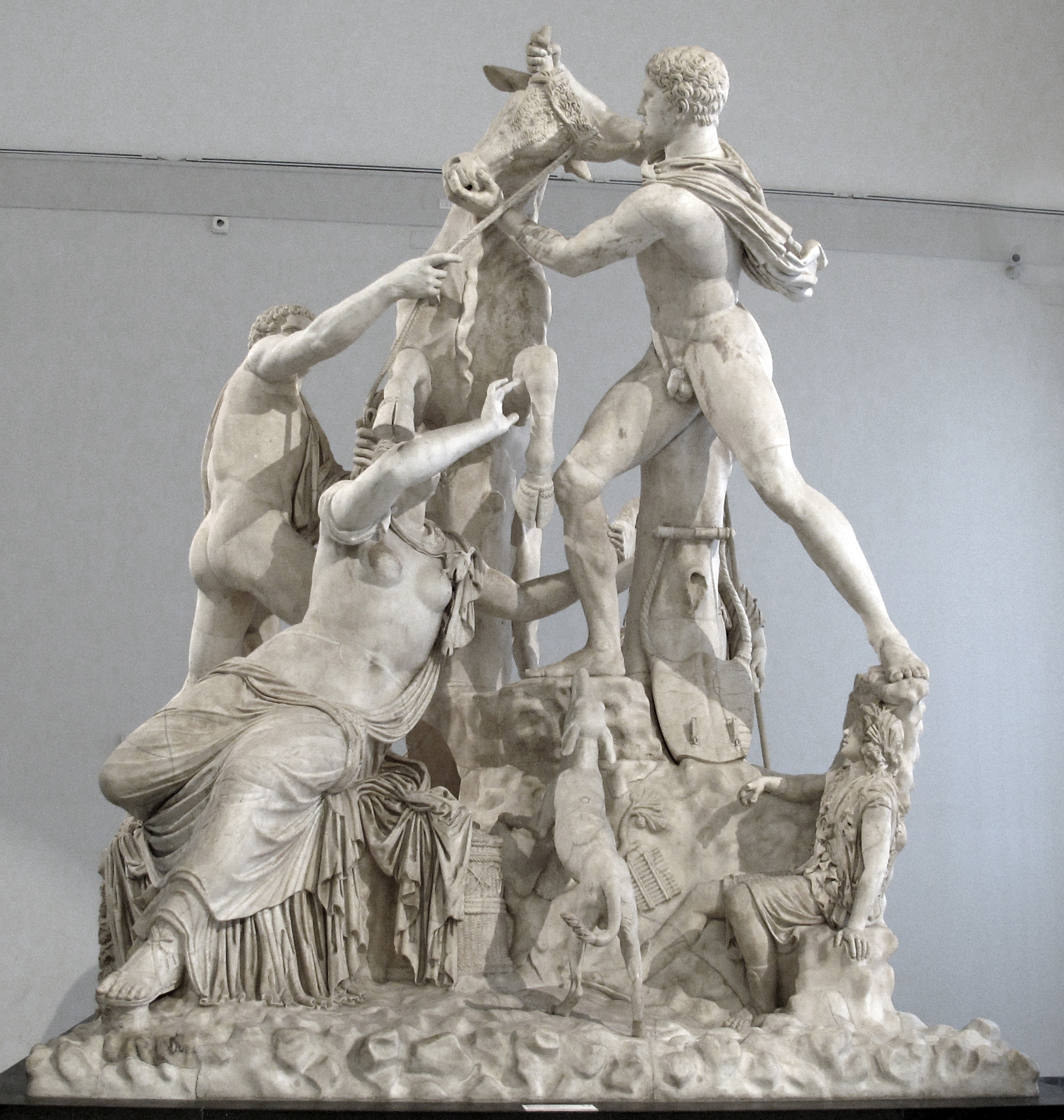
Toro Farnesio, un bulto redondo en el que no se destaca ningún punto de vista frontal.
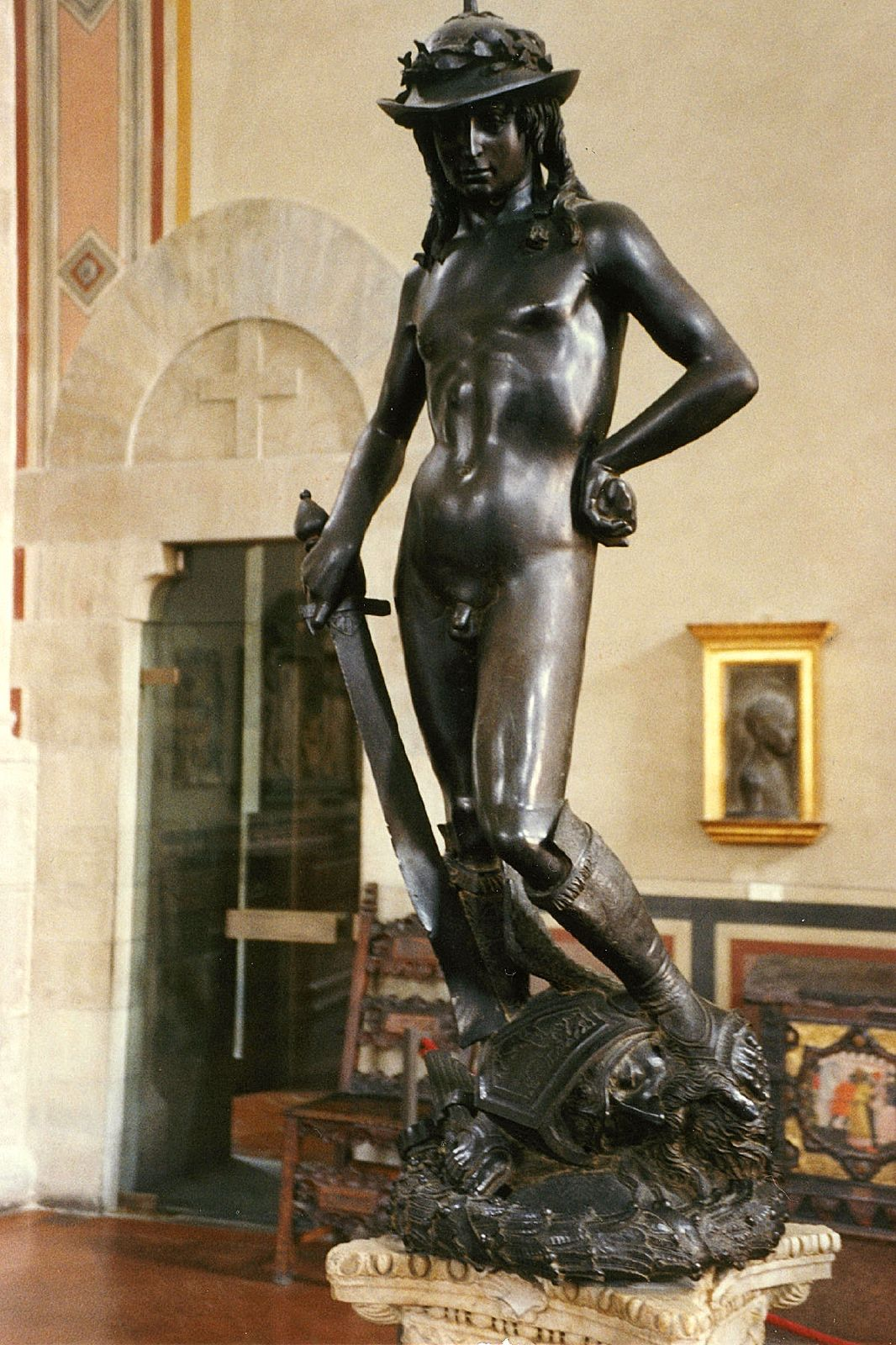
David de Donatello, un bulto redondo en el que se destaca un punto de vista frontal.
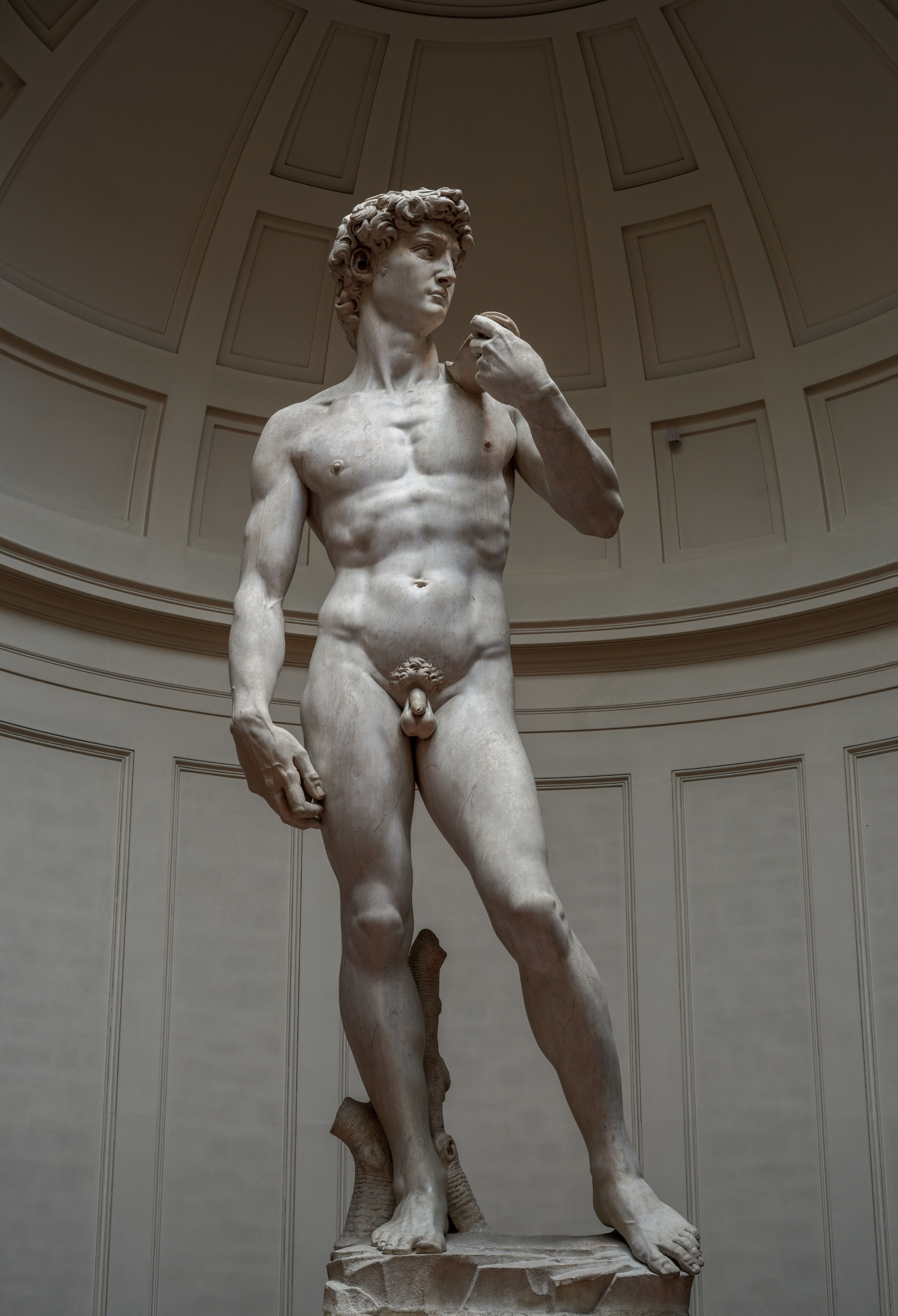
David de Miguel Ángel, la mirada hacia un lado hace que el punto de vista frontal no sea el único.
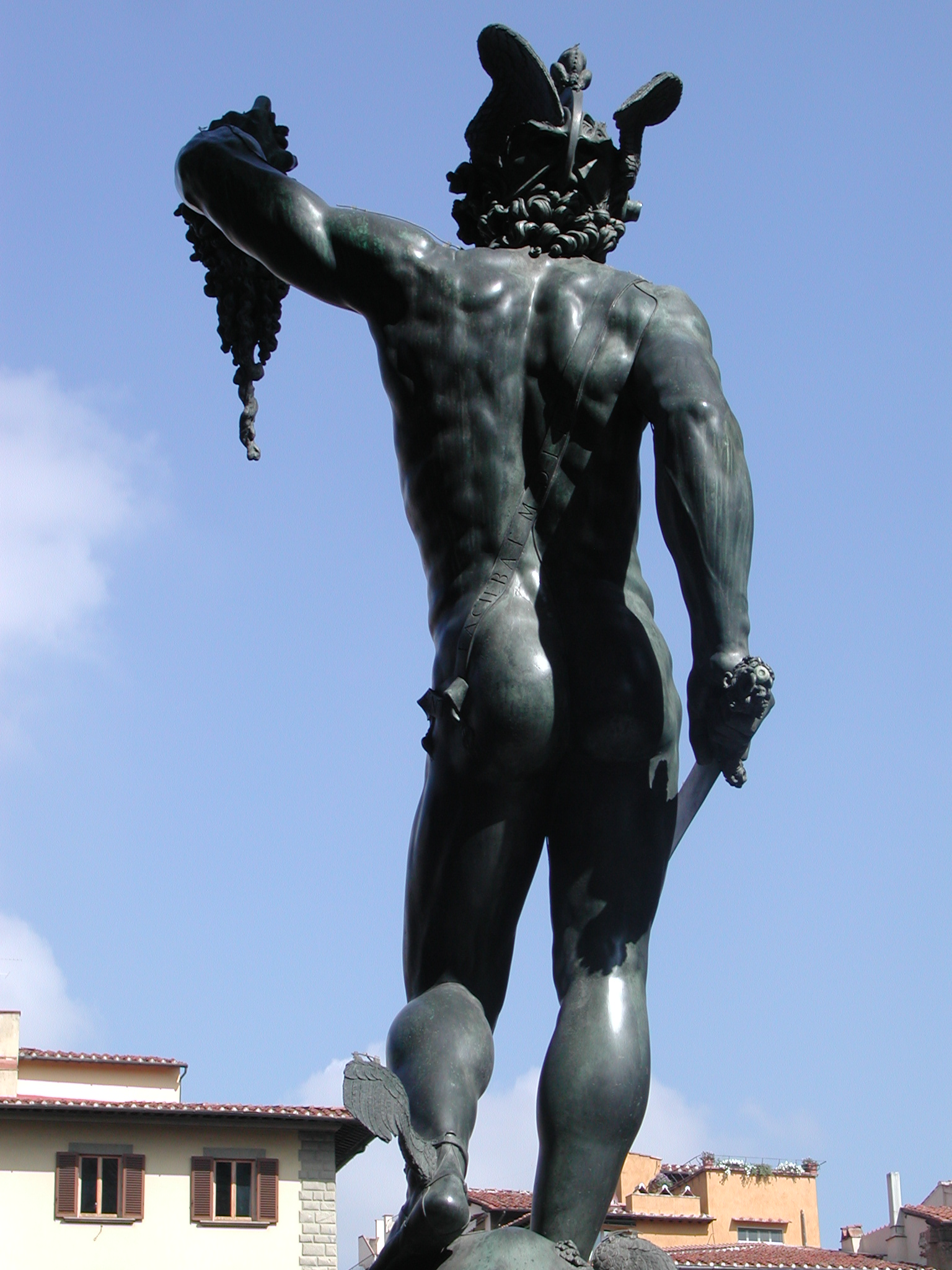
Perseo de Cellini; aunque se ha pensado en que el espectador tenga visión desde un punto de vista posterior, y la escultura posea un fuerte dinamismo, el punto de vista frontal es el privilegiado.
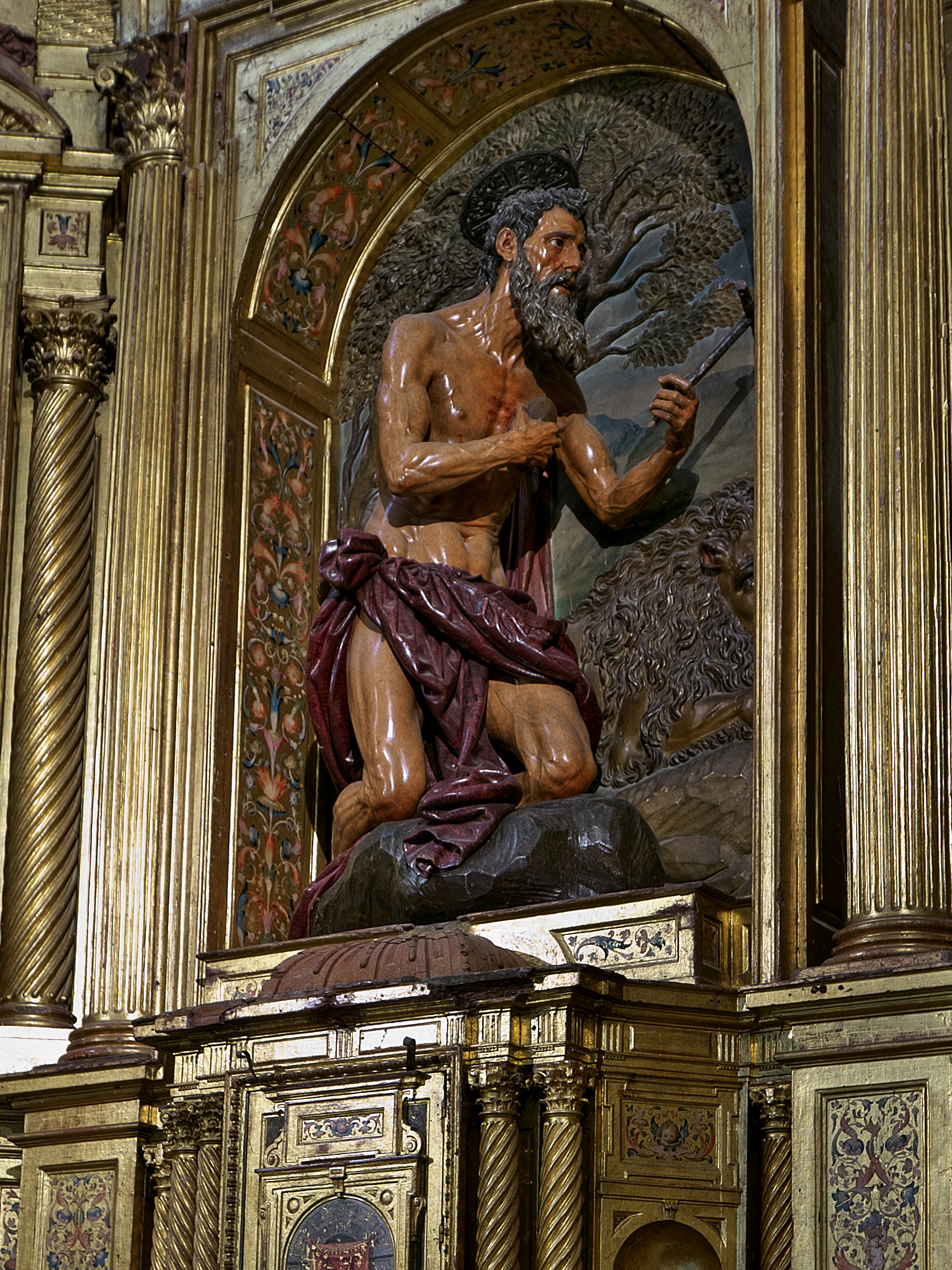
San Jerónimo, talla del escultor español Juan Martínez Montañés.

## Medio bulto
El medio bulto es la forma en que se suelen trabajar las esculturas ligadas a la arquitectura, adosadas a elementos arquitectónicos como arquivoltas, capiteles o frisos. Las figuras, sean antropomórficas —de forma humana— o no, se esculpen de modo tal que la parte posterior de las mismas se sustrae a la vista por quedar embebidas dentro del elemento que las sustenta.
Es un elemento decorativo que se puede encontrar en edificios generalmente dedicados al culto, desde la antigua Grecia (frisos de la escuela de Fidias del Partenón) hasta la Edad Media (escultura románica o escultura gótica). A partir del Renacimiento se dio más protagonismo a la estatuaria exenta, aunque el medio bulto no dejó nunca de estar presente (por ejemplo, los relieves del Arco de Triunfo de París de François Rude).
En periodos más antiguos, como la escultura egipcia, se optaba habitualmente, bien por el bajorrelieve, o bien por el bulto redondo, aunque en alguna ocasión se adosaban al muro (estatuaria colosal del templo de Abu Simbel).

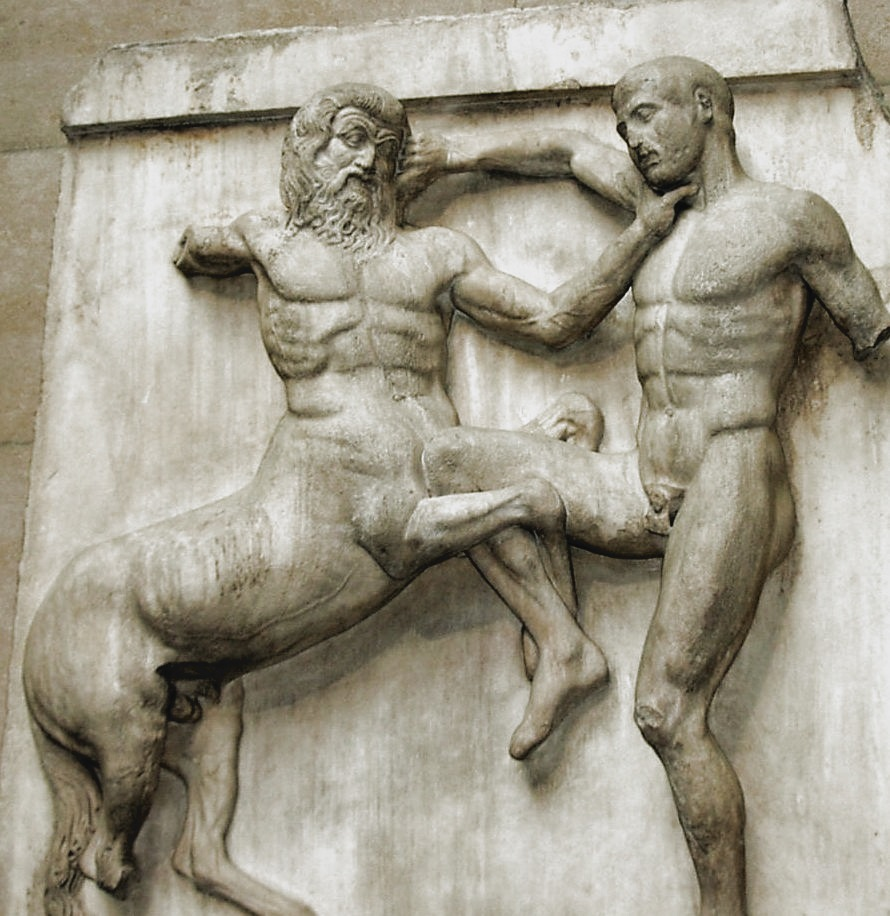
Lapita y centauro luchando, una de las metopas del Partenón, actualmente en el British Museum (Mármoles de Elgin).
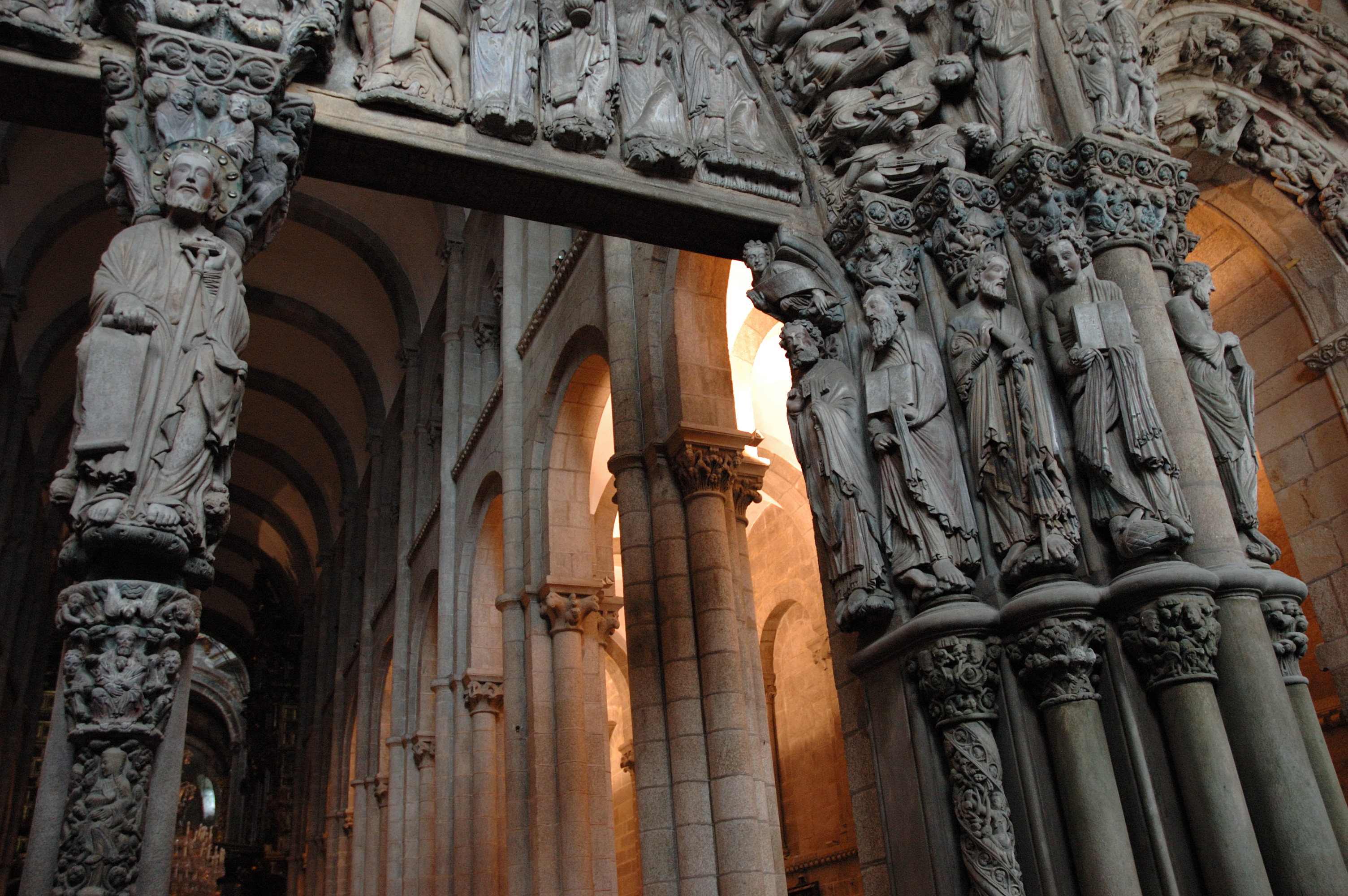
Pórtico de la Gloria de la catedral de Santiago de Compostela, del Maestro Mateo, periodo final de la escultura románica.
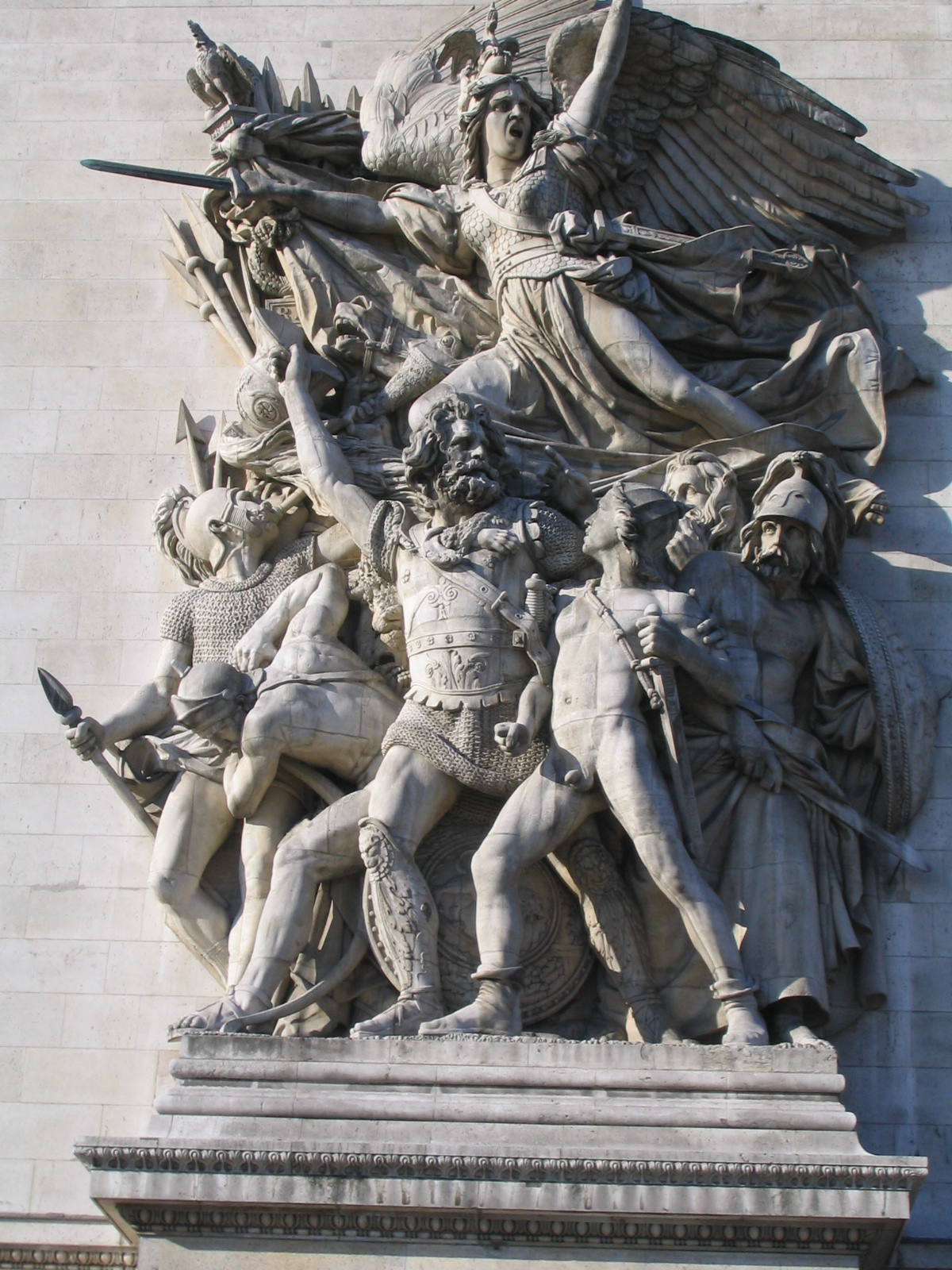
La Marsellesa, en el Arco de Triunfo de París.
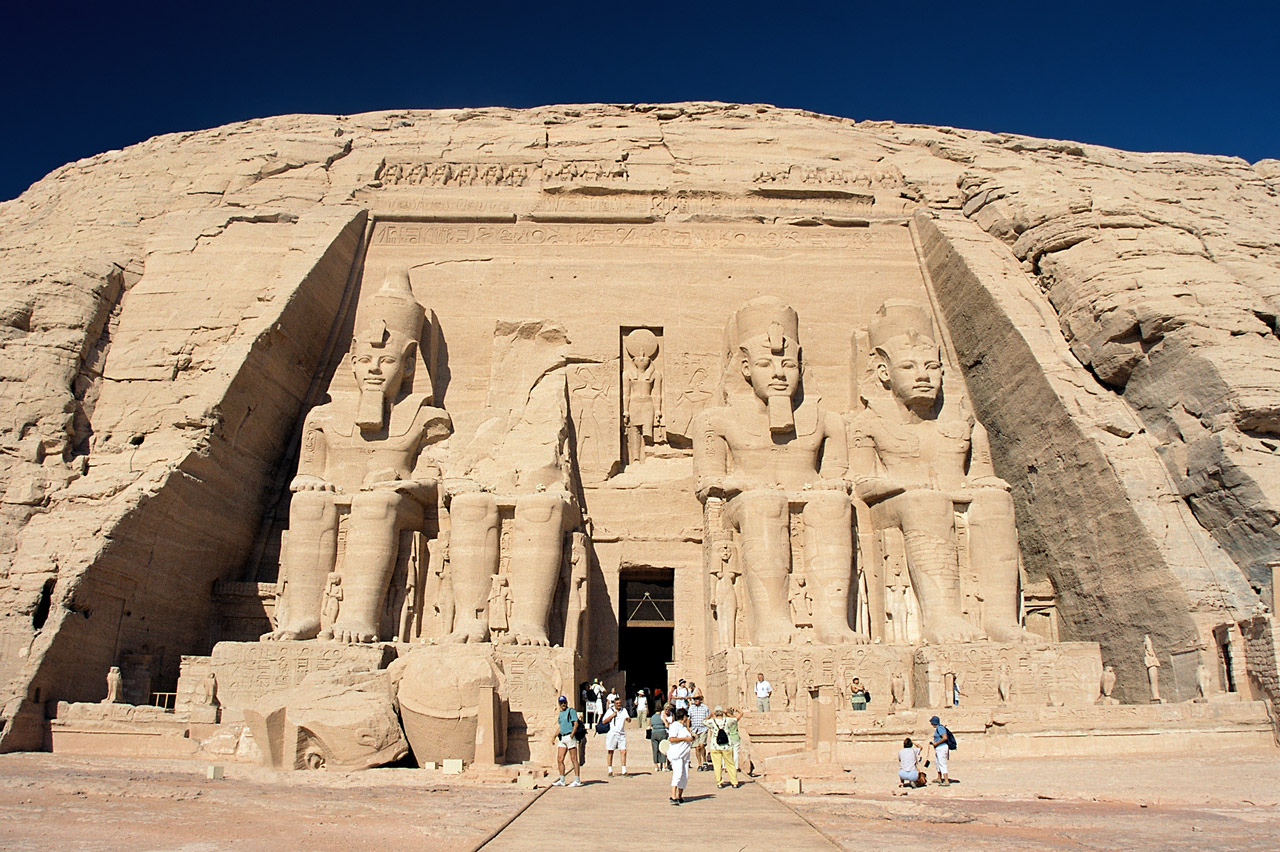
Templo egipcio de Abu Simbel, con las colosales estatuas de Ramsés II que si no estuvieran adosadas al muro, pasarían por bulto redondo.
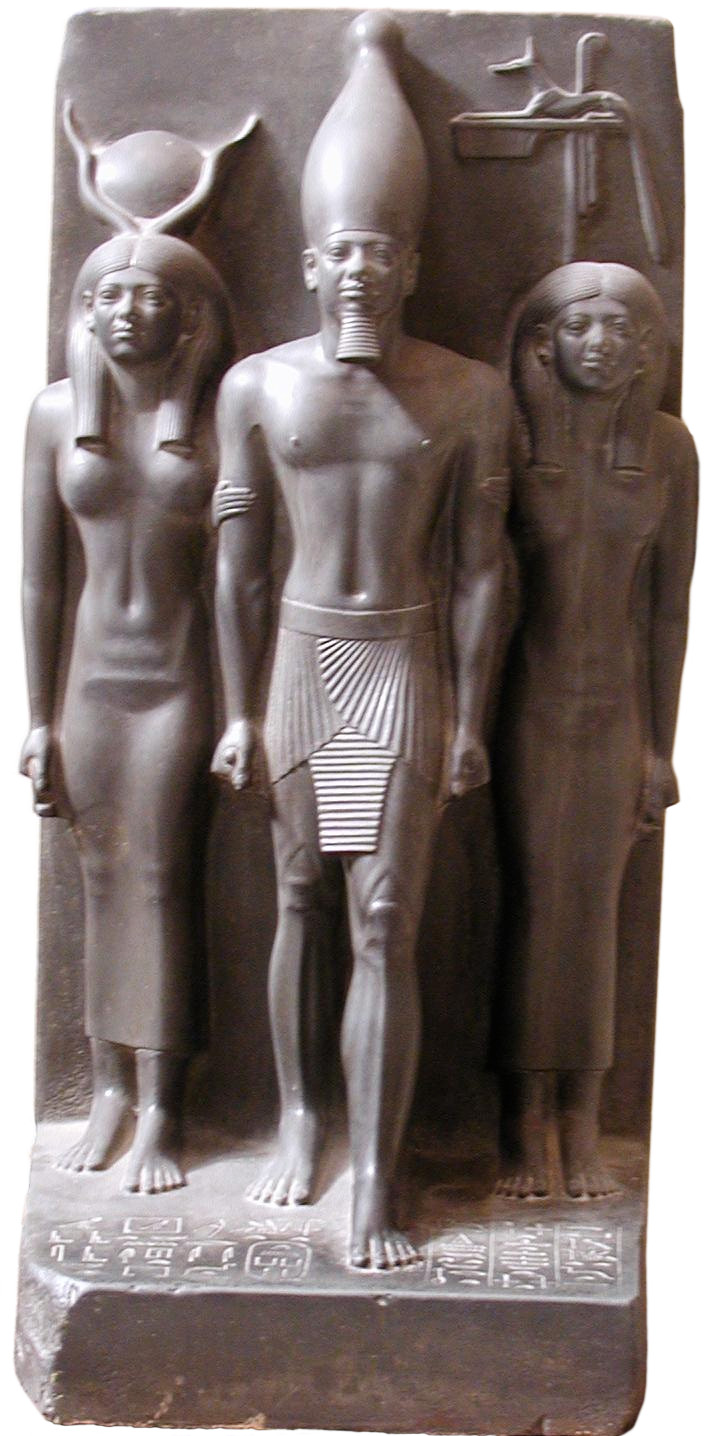
La Tríada de Micerino.
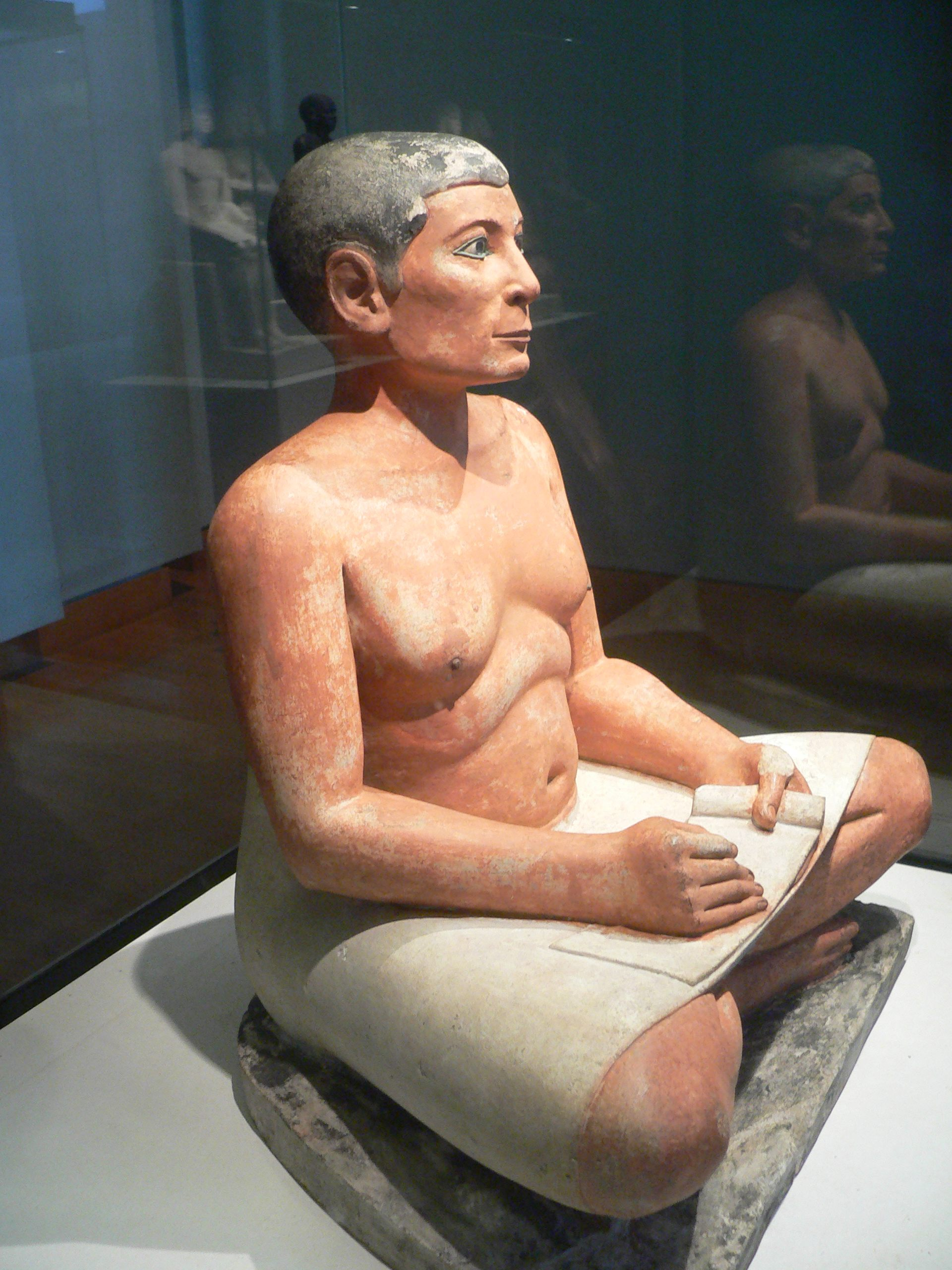
El escriba sentado, en bulto redondo.